# Запорожець Євген Дмитрович
Євге́н Дми́трович Запоро́жець (нар. 20 вересня 1994, Дніпропетровськ, Україна) — український футболіст, півзахисник «Епіцентру».

## Клубна кар'єра
Євген Запорожець народився 20 вересня 1994 року. У чемпіонаті ДЮФЛУ провів 37 матчів у складі дніпропетровського «ІСТА», у яких забив 2 м'ячі. У 2014 році перейшов до на той час аматорського клубу «Агрофірма-П'ятихатська», за який в аматорському чемпіонаті України зіграв 9 матів та забив 1 м'яч, в аматорському кубку України зіграв 9 поєдинків, а також провів 5 поєдинків у чемпіонаті Кіровоградської області. У 2014 році Євген Запорожець у складі клубу став срібним призером аматорському чемпіонаті України, сам футболіст вийшов на поле на 76-ій хвилині матчу замість Олександра Ніколайчука, а петрівчани поступилися винниківському «Руху» з рахунком 0:1. У сезоні 2015 року Євген зіграв 9 поєдинків в аматорському чемпіонаті України, а також 5 матчів у чемпіонаті області, у яких відзначився 2 голами.
У сезоні 2015/16 ФК «Інгулець» розпочав професіональні виступи у другій лізі чемпіонату України з футболу. У другій лізі Євген дебютував у стартовому складі команди в матчі 5-го туру проти кременчуцького «Кременя», у якому команди розписали нульову нічию. Загалом у цьому сезоні він провів 23 поєдинки та відзначився 1 голом, і, таким чином, допоміг команді завоювати бронзові нагороди другої ліги, що дозволило клубу піднятися до першої ліги.
У сезоні 2019/20 здобув із командою бронзові нагороди у першій лізі і вперше у своїй кар'єрі завоював право грати в еліті українського футболу. 23 серпня 2020 року зіграв дебютний матч в рамках УПЛ проти СК «Дніпро-1» (1:1). Єдиний м'яч у Прем'єр-лізі забив 4 вересня 2022 року у ворота одеського «Чорноморця» (1:1).

## Досягнення
- Аматорський Чемпіонат України:
  -  Срібний призер: 2014

- Перша ліга чемпіонату України:
  -  Бронзовий призер: 2019/20

- Друга ліга чемпіонату України:
  -  Бронзовий призер: 2015/16